# Juillet 1942 (guerre mondiale)
Chronologie de la Seconde Guerre mondiale
Juin 1942 - Juillet 1942 -  Août 1942
- 1er juillet : 
  - La Première bataille d'El Alamein commence.
  - Un accord est signé entre les États-Unis et le gouvernement polonais en exil par lequel les États-Unis s’engagent à soutenir financièrement l’effort de guerre polonais.

- 3 juillet : 
  - Guadalcanal tombe aux mains des Japonais.

- 4 au 13 juillet
  - Lors de l'opération Rösselsprung (1942), la  Kriegsmarine attaque le Convoi PQ 17 qui perdra plus de 20 cargos transportant 3 350 véhicules, 430 chars, 210 avions et 93 316 tonnes d'approvisionnements  et 153 marins.

- 7 juillet : 
  - Les Américains débarquent dans les îles Salomon : début de l’offensive alliée dans le Pacifique.

- 16 juillet
  - Début de la rafle du Vel d'Hiv.
  - Évasion de Mauzac de onze agents du SOE

- 17 juillet :
  - Départ du 6e convoi de déportation des Juifs de France, de Pithiviers vers Auschwitz : 928 déportés, 80 survivants à la Libération.
  - Début de la bataille de Stalingrad : premiers accrochages dans la grande boucle du Don entre la 6e armée et le front de Stalingrad.

- 19 juillet :
  - Himmler donne l’ordre d’exécuter l’opération Reinhard :  déportation massive des Juifs polonais du Gouvernement général vers les camps d'extermination.
  - Départ du 7e convoi de déportation des Juifs de France, du camp de Drancy vers Auschwitz : 999 déportés, 16 survivants à la Libération.
  - Rafle manquée de Nancy.

- 20 juillet :
  - Départ du 8e convoi de déportation des Juifs de France, d'Angers vers Auschwitz : 827 déportés, 14 survivants à la Libération.

- 22 juillet :
  - Début de la liquidation du ghetto de Varsovie : la première campagne d’extermination des Juifs fait environ 300 000 victimes parmi les Juifs déportés de Varsovie, presque tous sont assassinés à Treblinka.
  - Départ du 9e convoi de déportation des Juifs de France, du camp de Drancy vers Auschwitz : 996 déportés, 5 survivants à la Libération.

- 24 juillet :
  - Départ du 10e convoi de déportation des Juifs de France, du camp de Drancy vers Auschwitz : 1000 déportés, 4 survivants à la Libération.

- 26 juillet :
  - Le général Władysław Anders reçoit l’autorisation de Moscou d’évacuer les troupes polonaises se trouvant encore en URSS.
  - Lecture dans les églises catholique d'Hollande d'une lettre pastorale des évêques condamnant la déportation des Juifs
- 27 juillet : 
  - Fin de la première bataille de El Alamein.
  - Départ du 11e convoi de déportation des Juifs de France, du camp de Drancy vers Auschwitz : 1000 déportés, 12 survivants à la Libération.

- 29 juillet :
  - Départ du 12e convoi de déportation des Juifs de France, du camp de Drancy vers Auschwitz : 1001 déportés, 5 survivants à la Libération.

- 31 juillet :
  - Départ du 13e convoi de déportation des Juifs de France, de Pithiviers vers Auschwitz : 1000 déportés, 4 survivants à la Libération.